# Habronattus californicus
Habronattus californicus là một loài nhện trong họ Salticidae.
Loài này thuộc chi Habronattus. Habronattus californicus được Richard C. Banks miêu tả năm 1904.